# Fernseea itatiaiae
Fernseea itatiaiae är en gräsväxtart som först beskrevs av Heinrich Wawra, och fick sitt nu gällande namn av John Gilbert Baker. Fernseea itatiaiae ingår i släktet Fernseea och familjen Bromeliaceae. Inga underarter finns listade i Catalogue of Life.

## Bildgalleri

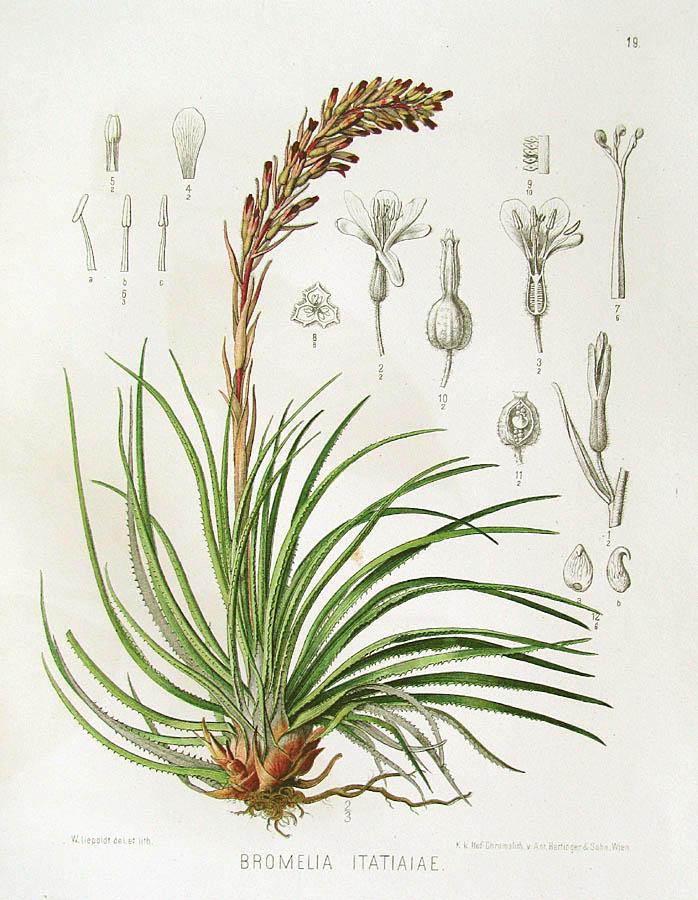